# Gamasellus falciger
Gamasellus falciger är en spindeldjursart som först beskrevs av Canestrini e Canestrini 1881.  Gamasellus falciger ingår i släktet Gamasellus och familjen Ologamasidae. Inga underarter finns listade i Catalogue of Life.